# Nicolas Ysaÿe
Pour les articles homonymes, voir Ysaÿe.
Nicolas Joseph Ysaÿe, né à Ans le 12 janvier 1826 et mort à Arlon le 19 août 1905, est un chef d'orchestre, violoniste, pianiste et compositeur belge. 
Il est le père du violoniste, compositeur, pédagogue et chef d'orchestre Eugène Ysaÿe, du violoncelliste, compositeur et chef d'orchestre Joseph Ysaÿe et du pianiste et compositeur Théo Ysaÿe.

## Biographie

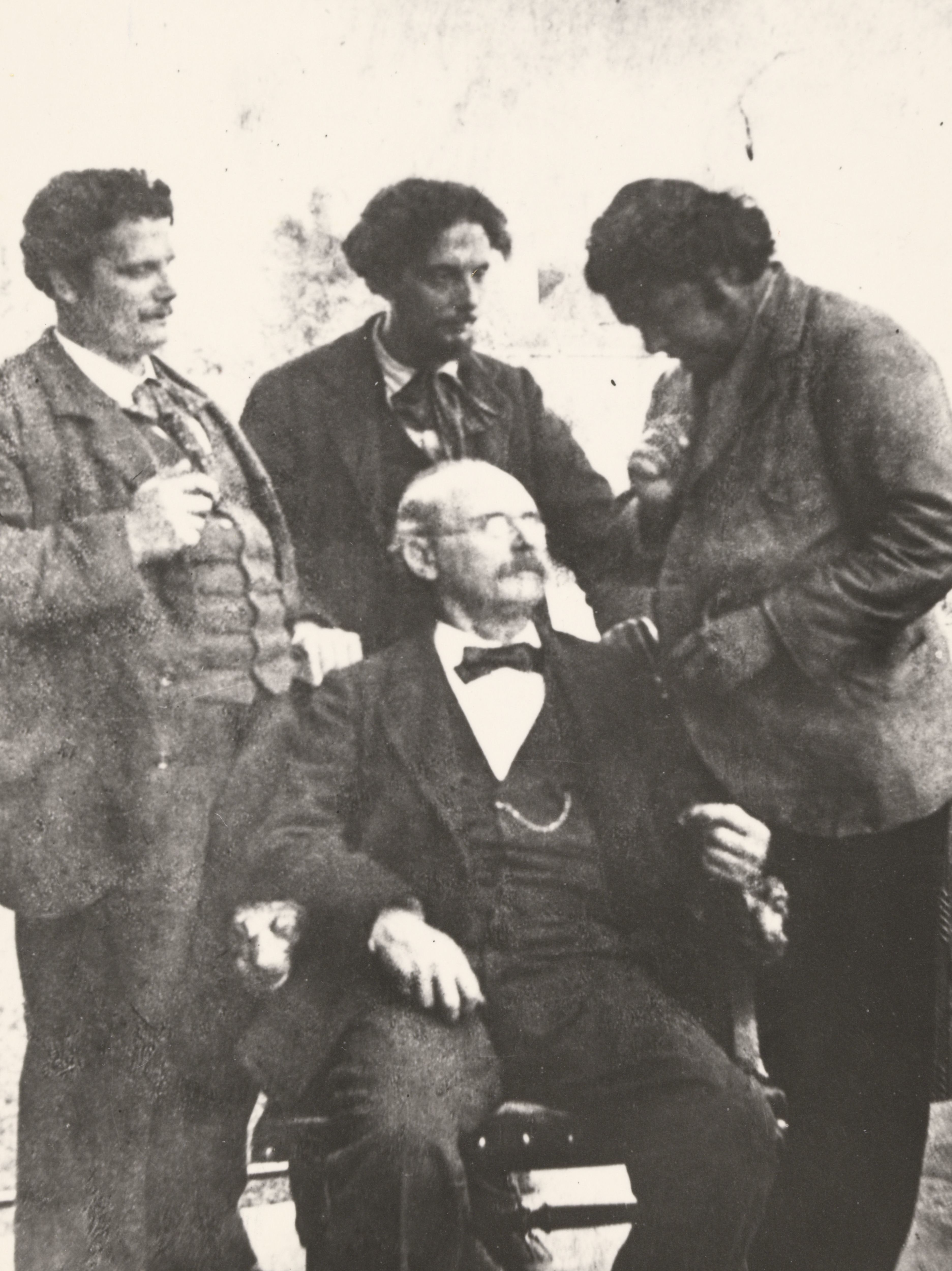
Nicolas Ysaÿe entouré de ses fils Joseph, Théo et Eugène.

Nicolas Ysaÿe est le fils de Georges Ysaÿe (1787-1851), un cloutier qui l'initie au violon. Il se perfectionne auprès de François Prume au Conservatoire de Liège, en même temps que son frère aîné Jean-Pierre (1822-1901). D'abord tailleur d'habits, Nicolas embrasse finalement une carrière musicale, en tant que violoniste, compositeur et surtout chef d'orchestre.
En 1850, il fonde une société symphonique réunissant des musiciens amateurs au théâtre de Mons. C'est dans cette ville qu'il rencontre Marie-Thérèse Sottiau (1831-1868), avec qui il se met en ménage, devenant pour la première fois père le 26 décembre 1851 avec la naissance de Marie (1851-1929). Le couple s'installe ensuite à Liège, où naît Joseph le 19 novembre 1855, puis Eugène, le 16 juillet 1858.
Nicolas et Marie-Thérèse finissent par se marier, le 16 avril 1863, reconnaissant légalement leurs enfants Marie, Joseph et Eugène. À cette époque, le musicien dirige plusieurs formations à Liège, la chapelle musicale de la cathédrale Saint-Paul mais aussi l'orchestre du Théâtre du Pavillon de Flore, y faisant entrer ses fils Joseph et Eugène.
La famille s'agrandit avec la naissance d'un quatrième enfant le 2 mars 1865, Théophile, qui sera appelé Théo. Dans les mois qui suivent, Nicolas Ysaÿe prend la direction de l'orchestre du Théâtre royal de Liège. Au cours de la saison 1867-1868, il effectue une tournée aux États-Unis, accompagnant la soprano Adelina Patti à la Nouvelle-Orléans.
Après avoir donné naissance le 17 avril 1868 à un petit Alfred, qui meurt le 13 juin, Marie-Thérèse Sottiau décède le 26 juillet suivant, laissant son mari seul avec quatre enfants.
Le 13 janvier 1875, le Pavillon de Flore organise une soirée au bénéfice de Nicolas Ysaÿe, au cours de laquelle joue notamment son fils Eugène. L'année suivante, le directeur de cette institution, Isidore Ruth, est le témoin du mariage en secondes noces de Nicolas avec la Bruxelloise Clémence Marchal (1831-1885), à Liège le 9 mai 1876.
En mai 1880, Nicolas Ysaÿe rend visite à son fils Eugène en poste à Berlin et orchestre pour lui la partition du Rondino pour violon et piano opus 32 de Vieuxtemps. Le mois suivant, il s'installe avec son épouse à Dieppe pour exercer en tant que chef d'orchestre, mais dès la fin de la même année, il honore un nouveau contrat de second chef d'orchestre au théâtre d'Angers, y faisant la connaissance de Jules Bordier.
Entre octobre 1881 et fin avril 1882, il est engagé comme chef d'orchestre à Genève. Il rejoint ensuite Berlin où il retrouve son fils Théo.
Au début de l'année 1883, Nicolas Ysaÿe est désormais second chef d'orchestre au théâtre de Dunkerque, ville dans laquelle il fait entendre un Andante pour quatuor à cordes de sa composition. En janvier 1885, il quitte cette situation pour aller vivre plusieurs mois, avec sa femme Clémence, chez sa fille Marie, qui réside à Titu en Roumanie. À son retour en Belgique, il est accueilli chez son fils Joseph à Arlon; c'est là que le 9 septembre 1885 sa seconde épouse Clémence meurt. Il continue à vivre au domicile de Joseph et y donne des leçons de piano, notamment au major Antoine Bourdau et à sa fille Louise, celle qui devient le 28 septembre 1886 l'épouse d'Eugène.
Nicolas Ysaÿe retrouve le pupitre de direction en octobre 1888, lorsqu'il est engagé pour diriger l'orchestre du Théâtre de la Renaissance à Bruxelles, établissement spécialisé dans l'opérette qui vient d'ouvrir ses portes. En 1892, il est à nouveau installé à Arlon, après avoir retravaillé quelques mois en tant que chef d'orchestre à Liège. 
Dans les années 1890, Nicolas Ysaÿe est également le premier professeur de violon de son petit-fils Gabriel (1887-1961), le fils aîné d'Eugène.

## Œuvres
- Pensée mélodique pour violon et orgue (manuscrit à la Bibliothèque du Conservatoire royal de Liège).
- Fête au village pour violon et piano [KBR, Mus. Ms. 4222].
- Marche pour harmonie militaire, 1882 (dédiée à son fils Joseph).
- La Chute des feuilles, marche, 1890.

- Les Fugitifs, 1903.